# Bočac (Banja Luka)
Bočac (szerbül: Бочац), település Banja Luka községben, Bosznia-Hercegovinában, Bosanska krajina területén, a Szerb Köztársaságban. 

## Fekvése
Bosznia-Hercegovina északi részén, Banja Luka központjától légvonalban 28, közúton 37 km-re délre, az Orbásztól keletre, a Čemernica-hegység lábánál, annak északi és nyugati lejtőin, 230-1340 méteres magasságban fekszik. A Čemernicában nagy kiterjedésű erdők találhatók, amelyeket azóta hasznosítanak, amikor az első feljegyzések erről a hegységről származnak. Az előhegységben lombhullató (gyertyán, kőris, bükk stb.), a magasabb zónák felé pedig bükkös és vegyes lombos-tűlevelű erdők találhatók. Az északkeleti oldalakat legelők borítják, amelyeket nyáron legeltetésre használnak. A hegység északi, meredek sziklákból álló lejtői alatt épült meg a Bočac vízierőmű, a hozzá tartozó víztározóval. Bočac főbb településrészei: Gradina, Mracelj, Drenik, Ponijer, Maljigovo, Daidžići, Džemat, Potplanina, Polje és Šumnjaci.

## Népessége
| Nemzetiségi csoport | Népesség 1991 | Népesség 2013 |
| ------------------- | ------------- | ------------- |
| Szerb               | 1670          | 857           |
| Bosnyák             | 1             | 0             |
| Horvát              | 1             | 3             |
| Jugoszláv           | 3             | 0             |
| Egyéb               | 10            | 4             |
| Összesen            | 1685          | 864           |

## Története
A település római kori történetéről mesél az a három római császárkori pénzérme, melyet Donji Bočacon találtak. A pénzérmék az 1. és 2. századból származnak.
Bocsác a középkorban Zemljanik zsupániához tartozott, amelyet a történelmi források közül először I. Prijezda bosnyák bán 1287. május 8-án kelt oklevele (supam Zemlenyk) említ. Ezzel az oklevéllel a bosnyák bán Zemljanik vármegyét településeivel és népeivel leányának és vejének, III. Babonić István bán fiának ajándékozta. Hogy meddig tartott Babonićok uralma, nem tudni. Hatalmuk fokozatosan gyengült, így a megye feletti irányítást legkésőbb 1323-ban a Hrvatinićek vették át. Ekkor Pavle Hrvatinić volt Zemljanik ismert ura. A boszniai függetlenség utolsó éveiben Bocsác vára a Kotromanić-dinasztia közvetlen uralma alá került. Bocsác várnépeinek is volt saját települése – Podbocsác (Sub bossac), amely az Orbász folyó két partján feküdt. Podbocsácot a velencei források városként említik, ahonnan a munkaerő a dalmát városokba érkezett. Volt itt egy Szent Máriának szentelt templom is (l'église de S. Marie de Bozaz), melyet 1446-ban említenek.
Bocsác (Bočac) vára a 15. század elején épült az Orbász bal partján emelkedő sziklára, azzal a feladattal, hogy megvédje az Orbászon átvezető átkelőt. Bocsác várát a történelmi forrás egy Tallóci Matkó horvát-szlavón és dalmát bán egyik 1438. március 31-én kiadott magyar oklevelében említik először, ahol az áll, hogy az említett nemesnek egy boszniai (in regno nostro Boznae) hadjárat során sikerült meghódítani Jajca, Komotin és Bocsac várakat (castrorum nostrorum utputa Jaycza, Komothyn et Bachacz). Itt valójában egy 1434-es magyar hadjáratról van szó, amelyet Tallóci Matkó vezetett, azzal a céllal, hogy kiűzzék az oszmánokat és az általuk a boszniai trónra ültetett Radivoj Ostojićot Boszniából, valamint hogy megszilárdítsák II. Tvrtko bosnyák király hatalmát. Mivel a hadjárat nem ért el jelentősebb eredményeket, II. Tvrtko király Tallóci seregével együtt visszavonult, és a következő évben úgy tartják, hogy Magyarországon maradt. Ezen események után és egészen a boszniai függetlenség végéig nem voltak források Bocsác váráról. Ugyanis István Tamás bosnyák király oklevelében, amellyel 1461. szeptember 18-án megerősítette birtokait nagybátyjának, Radivoj Ostojić hercegnek, a Komotin vára melletti Bočac-hegy szerepel (u Luci grad Komotni i polak gnega goru Bočac). Ez valószínűleg arra a hegyre vonatkozik, amelyen Bocsác vára található. Ebből arra lehet következtetni, hogy Bocsác a király birtoka volt, ura pedig Radivoj herceg volt.
A Bosnyák Királyság bukása után Bocsác az I. Mátyás magyar király által 1464-ben megalapított Jajcai Bánság szerves része lett. Mivel a vár az oszmán hadjáratok célpontja volt, a magyar király segítséget küldött védőinek. 1494-ben Dionizije Dabiševićet és Juraj Popovićot mint bocsáci kasztellánokat említik. Az erőd őrei azonban nem tudtak ellenállni az oszmán támadásoknak, 1516. május 21-én Grabarjei Beriszló Ferenc (Franjo Berislavić) közölte a szlavóniai helyettes bánnal, hogy az oszmánok Bocsác (castrum Bochach) újjáépítését tervezik, jelezve, hogy a vár már korábban elesett. A vár eleste hatalmas csapást volt Magyarországnak a Jajca városának és a Jajcai Bánság egészének megvésére tett erőfeszítései során, ami jól látszik abból az 1525-ös epizódból, amikor az oszmán hadsereg Bocsác mellett támadta meg Frangepán Kristóf horvát bán hadait, akik élelmet vittek Jajca védőinek.
A 18. század elején Bočacot azon kevés erődök egyikeként emlegették, amelyek ágyúkkal is fel voltak szerelve. A várat, miután elveszítette jelentőségét, még 1833 előtt elhagyták. A törökök ezt követően megerősítették és karbantartották, a tágas várudvart körülvevő erős sáncok és tornyok a mai napig viszonylag jól megőrződnek. A történelmi időkben Bočac ortodox plébánia és egyházközség székhelye volt. A faluban azonban tíz évvel ezelőttig nem volt ortodox imahely. Igaz, a helyiek történetei egy templomot említenek itt, egy fatemplomot, amelyet a törökök Boszniába érkezésükkor leromboltak. Később a szomszédos Agići faluban volt egy templom, amely Agićin kívül Bočac és Krmine híveit is szolgálta.
A település 1878-ig tartozott az Oszmán Birodalomhoz, ekkor a berlini kongresszus határozata alapján az Osztrák-Magyar Monarchia része lett. 1879-ben az első osztrák-magyar népszámlálás során a Banja Luka-i járáshoz tartozó településnek 96 háztartása, 670 ortodox és 64 muszlim lakosa volt. 1910-ben a Banja Luka-i járáshoz tartozó Bočac Srpski településen 172 háztartást, 1205 ortodox, 11 muszlim és 30 katolikus lakost, Bočac Turski településen 19 háztartást és 103 muszlim lakost találtak. A monarchia szétesésével 1918-ban előbb a Szerb-Horvát-Szlovén Királyság, majd 1929-től a Jugoszláv Királyság része. 1921-ben a községnek 225 háztartása és 1350 lakosa volt. Az 1929-es törvény értelmében, amikor Bosznia-Hercegovinát négy banovinára, Drinskára, Vrbaskára, Zetskára és Primorskára osztották, ahol a település a Vrbaska banovina része lett, amelynek székhelye Banja Luka volt. Jugoszlávia megszállása után a Független Horvát Állam (NDH) része lett. A második világháború után a szocialista Jugoszláviához tartozott. A daytoni békeszerződést követő területfelosztásnál Banja Luka község részeként a Szerb Köztársaság területéhez került. 

## Nevezetességei
- Bocsác várának romjai az Orbász-folyó bal partja felett emelkedő sziklás magaslaton találhatók. A vár elsősorban az Orbászon való átkelés védelmét szolgálta, de tekintettel a folyó sekély mélységére és az átkelés kedvező lehetőségére, nem zárható ki, hogy egykor itt is híd épült. Bocsác középkori vára egy szabálytalan, tojás alakú sánccal védett, tágas udvarból és egy hatalmas sokszögű toronyból állt, amely a nyugati oldalon volt található. Kicsit később, valószínűleg Mátyás király uralkodása alatt ezt a tornyot tovább erősítették. A várat 40 méter hosszú fal kötötte össze az Orbásszal, melynek végén egy kerek, mintegy 4,5 méter átmérőjű őrtorony állt. Az Orbász völgyén átvezető utat egy kapu szabályozta, amely a falon belül volt. A sokszög alakú zárvány hossza körülbelül 27 méter, szélessége átlagosan 12 méter volt. Építészeti szempontból Bocsác vára gótikusnak tekinthető, számos népi építmény keverékével. Az Orbász bal partján volt Crkvina régészeti lelőhelye, amelyet a Bočac-tó gátjának építésekor árasztottak el. Crkvina Bocsác városának, Podbocsácnak, annak is a folyó bal partján található részének a régészeti maradványait rejtette.[5]

- A település szomszédságában található az azonos nevű víztározó tó és a Bočaci Vízierőmű, amely Banja Luka városát látja el árammal.[2] A Bočac vizierőmű 1981-ben épült. A mintegy 13 kilométer hosszú víztározó tó változó mélységű, mely az Ugar folyó torkolatánál lévő 15 métertől a vízerőmű közelében található lenyűgöző 60 méterig terjed. A tó megközelíthetetlensége miatt igazi kihívás elé állítja a természetkutatókat. Vizeiben különféle halfajták élnek, köztük sügér, ponty, pisztráng, de előfordulnak más fajok is, mint például a márna, keszeg és pénzes pér. Ezen a területen található az Ökoközpont is, amely egy ökológiai projekt a Bočac-tó és az Orbász-folyó vizeinek védelmére, amely biztosítja ennek az értékes természeti erőforrásnak a megőrzését.[2]